# Poppendorf
Poppendorf è un comune del Meclemburgo-Pomerania Anteriore, in Germania.

Appartiene al circondario di Rostock ed è parte della comunità amministrativa (Amt) del Carbäk.

## Geografia antropica

### Suddivisioni amministrative
Il territorio comunale comprende 3 centri abitati (Ortsteil):
- Bussewitz
- Poppendorf
- Vogtshagen